# Lorax, protectorul pădurii
Lorax. Protectorul pădurii este un film american 3D de animație din 2012 regizat de Chris Renaud.

## Dublaj română
În versiunea română a filmului *Lorax: Protectorul pădurii*:
- Eugen Cristea – vocea personajului Lorax.
- Nadia Comăneci – vocea personajului Grammy Norma („Buni Norma”).[5][6]
- Florin Ristei – vocea cântecului corului masculin.
- Narcisa Suciu – vocea cântecului corului feminin

## Distribuție
- Danny DeVito - The Lorax
- Ed Helms - The Once-ler
- Zac Efron - Ted Wiggins
- Taylor Swift - Audrey
- Betty White - Grammy Norma
- Rob Riggle - Aloysius O'Hare
- Jenny Slate - Mrs. Wiggins
- Nasim Pedrad - Isabella
- Stephen Tobolowsky - Uncle Ubb
- Elmarie Wendel - Aunt Grizelda
- Danny Cooksey - Brett și Chet